# Кафява хидра
Кафявите хидри (Hydra oligactis) са вид хидровидни от семейство Хидрови (Hydridae).
Таксонът е описан за пръв път от Петер Симон Палас през 1766 година.